# Герцог, Фёдор Иванович
Фёдор Иванович Герцог (1785—1853) — русский психиатр, доктор медицины и хирургии; главный врач Больницы Всех Скорбящих Радости (1832—1853); статский советник.

## Биография
Родился в 1785 году. Получив медицинское образование, посвятил себя психиатрии и в 1818 году обустроил в Москве «больницу для душевнобольных», которая функционировала до 1825 года.
С 1826 по 1832 годы Ф. И. Герцог занимал должность присутствующего в Московской медицинской конторе.
В 1828 (по другим данным в 1830) году психиатрическое отделение Обуховской больницы было переведено из черты города Санкт-Петербурга на Петергофскую дорогу в бывшее имение князя Павла Петровича Щербатова и получило новое название Больница Всех Скорбящих Радости. В 1832 году Фёдор Иванович Герцог был утверждён на должность главного врача этого лечебного заведения, как человек уже имевший опыт организации психиатрических учреждений, и вскоре, согласно отзывам современников, «поставил её наряду с образцовыми европейскими учреждениями».
Помимо этого, он состоял членом Медицинского совета Министерства внутренних дел Российской империи.
Умер 27 февраля (11 марта) 1853 года.
Оставил после себя ряд трудов по психиатрии, среди которых, в частности, были изданы: «Опыт изложения законов о помешанных» (в отчете Больницы Всех Скорбящих за 1840—1845 годы), «Исследование о сумасшедших» («Отечественные записки» 1846 год, Т. 49) и «Очерки психиатрии» (Санкт-Петербург, 1853 год).
Его сын Павел (1830—1883) пошёл по стопам отца и тоже стал психиатром, доктором медицины и одним из основателей Петербургского общества психиатров<.